# جيك ريفيس
جيك ريفيس (بالإنجليزية: Jake Reeves) (30 مايو 1993 في المملكة المتحدة - ) هو لاعب كرة قدم بريطاني في مركز الوسط. لعب مع توتنهام هوتسبير وسويندون تاون ونادي برينتفورد وسانت ألبانز سيتي وإيه أف سي ويمبلدون.

## وصلات خارجية
- جيك ريفيس على موقع قاعدة بيانات كرة القدم.إي يو (الإنجليزية)
- جيك ريفيس على موقع Soccerbase.com (لاعب) (الإنجليزية)